# Brug 2399
Brug 2399 (werktitel: N2) is een vaste brug in Amsterdam Nieuw-West.
Zij overspant vanaf voorjaar 2018 de gracht gelegen voor de Saskia van Uijlenburgkade, die de verbinding vormt tussen het Rembrandtpark en de Slotervaart. Ze verzorgt daarbij de verbinding tussen de woonwijk Andreas Ensemble en de noordelijke dijk van de Westlandgracht, waarop een voet- en fietspad ligt. De woonwijk is aangelegd op het meest zuidelijke deel van het in 1935 door Cornelis van Eesteren ingetekende Rembrandtpark, maar dat sinds 1965 bezet werd door het Andreas Ziekenhuis. Dat ziekenhuis sloot in 1996 en werd in 2005 gesloopt. Daarna werd de nieuwe wijk gebouwd, daarbij moest het (bouw-)verkeer gebruik maken van provisorisch aangelegde dammen. Bij de inrichtingsplannen werd deze brug (en haar zusje brug 2398) al ingecalculeerd.
De ontwerper van de brug is Korth Tielens Architecten, dat wel vaker bruggen voor Amsterdam heeft ontworpen. De technische details voor de bruggen tezamen luidde bij aanbesteding op 2 november 2012.
- circa 56 betonnen funderingspalen (achttien palen van 18 meter lengte per landhoofd)
- betonnen onderbouw ca. 245 m³
- voorgespannen brugdekelementen van schoon beton van ca. 665 m²
- metalen brugleuningen/balustrades, ca. 140 meter
- brugdekverharding 480 m²

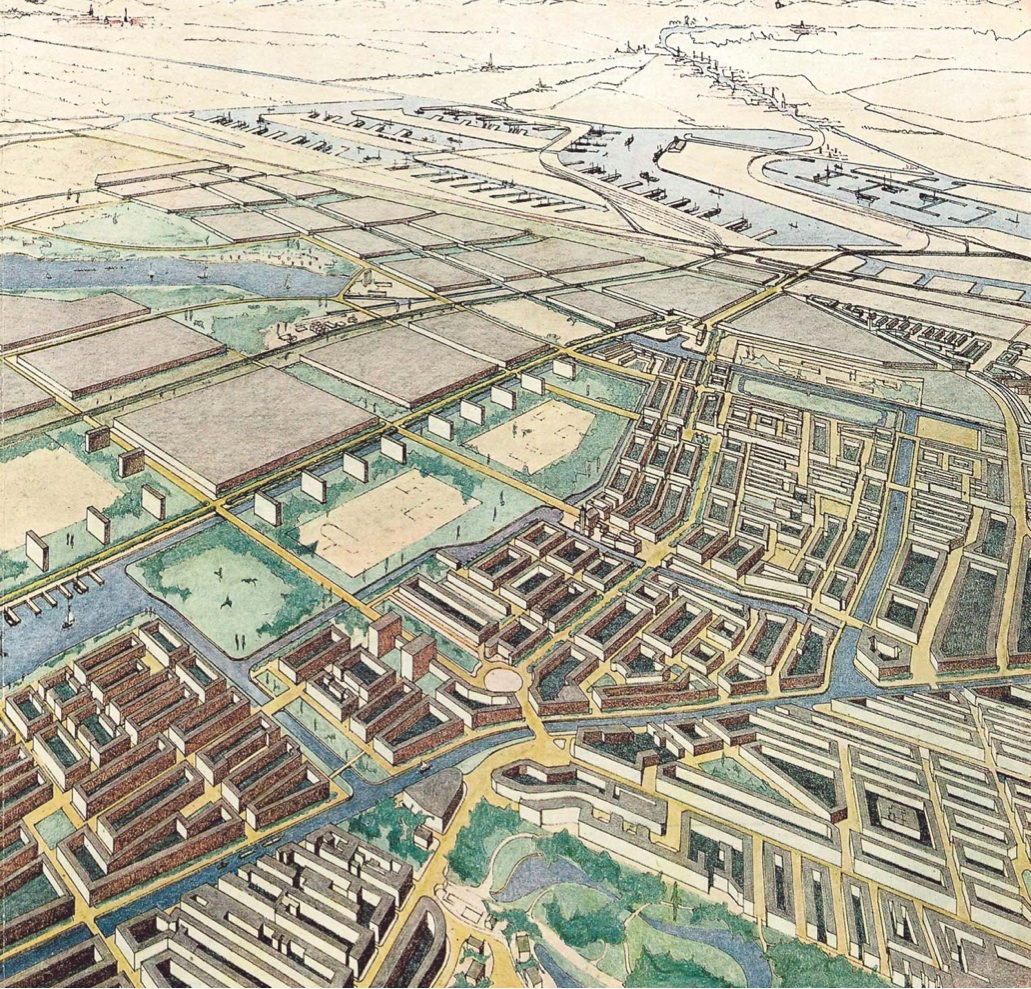
Vogelvlucht met de groene vlek van Rembrandtpark naar plan van Van Eesteren

De planning was dat men in december 2016 klaar zou zijn met het voorbereidend werk en dat de brug eind 2017 opgeleverd kon worden. In februari 2018 lagen de bruggen bijna voltooid nog in het zand (ze werden dus op het droge gebouwd). Op 26 april 2018 werden ze geopend, waarmee tegelijk het eind van brug 1817 werd ingeluid. Ze is 32 meter lang waarbij het brugdek verbreedt van 6,50 naar 9 meter en vervolgens weer inkrimpt naar 6,50 meter. Het brugdek kent de in Amsterdamse V-vorm (lengterichting); het brugdek kreeg onderweg een knik mee. De uiteinden van de brug vormen tevens het talud. Daar kreeg de aannemer te maken met allerlei verschillende hellingshoeken, die tevens star moesten worden uitgevoerd (per m³ aan beton werd 15 kg titanium toegevoegd). Korth Tielens had hier het idee van de Japanse vouwkunst origami voor ogen. De brug kreeg verzinkte balustraden aan weerszijden van de ongescheiden fiets- en voetpaden (alleen een verschil in kleur wegdek); ze kregen een blauwe kleur mee. Aan die balustraden is aan de binnenzijde (boven het brugdek) een opstapje gemaakt. Voor brug 2398 geldt nog de bijzonderheid dat in de leuningen een tekst is opgenomen van dichter Esma Moukhtar: Zie het water onder me doorgaan op de volgende brug.
De oplevering van de twee bruggen werd gezien als de afsluiting van het project Andreas Ensemble.